# از آشوب تا جاودانگی
 از آشوب تا جاودانگی  (به انگلیسی: From Chaos to Eternity) نهمین آلبوم استودیویی گروه سمفونیک پاور متال ایتالیایی راپسودی آو فایر است که در ۱۷ ژوئن ۲۰۱۱ توسط نوکلیر بلست رکوردز منتشر شد. این آلبوم که چهارمین و آخرین فصل از حماسهٔ «راز تاریک» را روایت می‌کند، اولین آلبوم گروه با حضور تام هس به عنوان گیتاریست جدید گروه و آخرین آلبوم با حضور لوکا توریلی و پاتریس گر پیش از جدائیشان از راپسودی آو فایر در اوت ۲۰۱۱ است. این آلبوم در عین حال بنا بر گفتهٔ گروه آخرین آلبوم راپسودی در سبک فانتزی است و کریستوفر لی نیز برای آخرین بار به روایت بخش‌هایی از این آلبوم می‌پردازد.

## فهرست آهنگ‌ها
آلبوم «از آشوب تا جاودانگی» دارای ۹ ترک اصلی به نویسندگی لوکا توریلی و آلکس استاروپولی است که ترک نهم خود از پنج بخش تشکیل می‌شود. همچنین در نسخهٔ دیجی‌پک آلبوم ۱ ترک اضافه با عنوان Flash of the Blade که بازاجرایی از یکی از ترانه‌های گروه آیرون میدن است وجود دارد و در نسخهٔ مخصوص ژاپن نیز علاوه بر ترانهٔ آیرون میدن، اجرای بی‌کلامی از ترک Tornado نیز گنجانده شده است.
همچنین از سونات پیانوی شمارهٔ ۱ لودویگ وان بتهوون، اپوس دوم، موومان چهارم، در ترک‌های سوم و نهم استفاده شده‌است.
| شماره | نام | مدت   |
| ----- | --- | ----- |
| ۱.    | «Ad Infinitum» | ۱:۲۸  |
| ۲.    | «From Chaos To Eternity» | ۵:۴۷  |
| ۳.    | «Tempesta Di Fuoco» | ۴:۴۸  |
| ۴.    | «Ghosts Of Forgotten Worlds» | ۵:۳۲  |
| ۵.    | «Anima Perduta» | ۴:۴۶  |
| ۶.    | «Aeons Of Raging Darkness» | ۵:۴۲  |
| ۷.    | «I Belong To The Stars» | ۴:۵۲  |
| ۸.    | «Tornado» | ۴:۵۷  |
| ۹.    | «Heroes Of The Waterfalls' Kingdom I. Lo Spirito Della Foresta II. Realm Of Sacred Waterfalls III. Thanor's Awakening IV. Northern Skies Enflamed V. The Splendour Of Angels' Glory (A Final Revelation)» | ۱۹:۴۲ |
| ۱۰.   | «Flash Of The Blade» (بازاجرای ترانهٔ آیرون میدن (نوشتهٔ بروس دیکینسون) بونوس ترک در نسخه‌های دیجی‌پک و ژاپن)                                                                                                 | ۴:۱۷  |
| ۱۱.   | «Tornado (Instrumental Version)» (بونوس ترک نسخهٔ مخصوص ژاپن) | ۴:۵۷  |

## اعضا
اصلی و مهمان
- فابیو لیونه: وکال
- لوکا توریلی: گیتار لید و گیتار ریتم
- تام هس: گیتار لید و گیتار ریتم
- پاتریس گر : گیتار بیس
- آلکس استاروپولی: کیبورد
- آلکس هوالتزوارت: درامز
- اولاف ریتمیر: گیتار کلاسیک، گیتار آکوستیک
- هربی لانگهانس، میرو، رابرت هونکه ریتزو، توماس رتکه: گروه کُر

صداپیشگان
- کریستوفر لی: شاه جادوگر
- استش کرکبراید: دارگور
- توبی ادینگتون: ایراس آلگور
- مارکوس دامیکو: کاس
- کریستینا لی: لوتن
- سایمون فیلدینگ: تاریش